# Adolphe Pégoud
Adolphe Célestin Pégoud (Montferrat, Francia, 13 de junio de 1889 - Petit-Croix, Francia, 31 de agosto de 1915) fue un reconocido aviador francés que se convirtió en el primer as de la aviación.
Pegoud sirvió en la armada francesa desde 1907 a 1913. Inmediatamente después comenzó a volar, consiguió su certificado de piloto, en unos pocos meses hizo su primer rizo y realizó el primer salto en paracaídas desde un aeroplano. Se convirtió en un popular instructor de aprendices de piloto, tanto de Francia como de otros países.
Al comienzo de la Primera Guerra Mundial Pegoud se presentó como voluntario para tareas de vuelo y fue aceptado inmediatamente como piloto de observación. El 5 de febrero de 1915, él y su artillero acreditaron el derribo de dos aviones alemanes y forzaron a otro a aterrizar. Pronto tuvo un avión de un solo asiento y reclamó dos victorias más en abril. Su sexto éxito ocurrió en julio.
No se sabe cuántas de las victorias de Pegoud implicaron la destrucción del avión enemigo, pues en los primeros combates aéreos era bastante raro acreditar los aterrizajes forzosos. No obstante es cierto que fue Pegoud y no Roland Garros (tres victorias documentadas), el primer piloto que acreditó ser as.

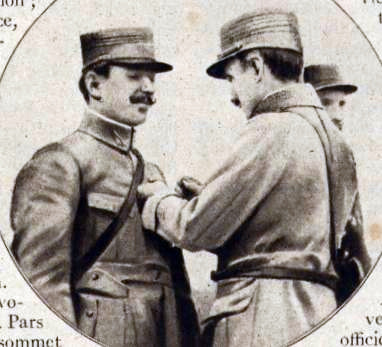
Pegoud siendo condecorado con la Croix de Guerre.

El 31 de agosto Pegoud fue derribado mientras interceptaba un avión de reconocimiento alemán. Tenía 26 años. Irónicamente fue víctima de uno de sus estudiantes de la preguerra. La misma tripulación alemana dejó caer sobre las líneas francesas una corona de flores. 

## Curiosidades
- La primera victoria aire-aire fue de Piotr N. Nesterov el 26 de agosto de 1914;
- La primera victoria francesa aire-aire fue del Sgt Franz y Sol. Quenault el 5 de octubre de 1914. Ver